# Четверта династія єгипетських фараонів
IV династія (приблизно 2575—2467 роки до н. е.) — найвідоміша династія фараонів Стародавнього Єгипту часів Стародавнього царства. Засновником династії вважається фараон Снофру. До династії також зачисляють фараонів Хуфу (Хеопс), Хафра (Хефрен) і Менкаур (Мікерин), широко відомих перш за все завдяки своїм величним гробницям — пірамідам, що стали символом Стародавнього Єгипту.
За фараонів четвертої династії найбільшого розвитку в порівнянні з попередніми періодами досягла централізація державного управління. Всі вищі державні посади займали численні члени царської сім'ї. Це дозволило Снофру розпочати завойовницькі війни одразу в трьох напрямах: на південь, в Нубію; на північний схід, в Синай і Палестину; на захід, в бік лівійських племен. В результаті його походів до Єгипту був приєднаний Синайський півострів з багатими мідними рудниками, збудована «стіна Князя» — лінія оборонних споруд, які захищали північно-східні кордони дельти Нілу. Закріпленню єгиптян на Синайському півострові сприяла споруджена фараоном фортеця — будинок Снофру. Похід Снофру в Нубію також закінчився успішно. В полон було взято 7 000 нубійців. В Єгипет пригнали 200 000 голів худоби. В результаті правління першого фараона династії Єгипет перетворився в величезну державу, яка контрулювала захоплені території в Нубії і Синаї, частину лівійських племен.
Постійний приток данини від завойованих народів дозволив спадкоємцям Снофру спорудити піраміди. Проте їх будівництво вимагало великого напруження сил і привело до виснаження країни. Фактично все населення країни займалось рабською працею. Обурення аристократії і правителів в провінціях викликала і надмірна централізація влади. Історики припускають, що фараони, які збудували великі піраміди, були скинуті насильницьким шляхом.